# Keukenrebellen
Keukenrebellen is een Vlaams televisieprogramma dat in het najaar van 2008 te bekijken valt op de omroep VT4. Chef-kok Viki Geunes, zelf autodidact, wiens levensverhaal inspirerend kan werken, neemt de rol van leermeester op zich, streng maar rechtvaardig. Roos Van Acker zorgt voor de algemene presentatie.

## Toelichting
Het programmaformat komt hierop neer dat tien jongeren die tot nog toe hun draai in het leven niet vonden, een nieuwe kans krijgen door als team een eigen restaurant in Antwerpen te openen. De opzet is vergelijkbaar met Gordon Ramsays programma Hell's Kitchen en lijkt wel een kruising tussen Mijn restaurant en De jeugd van tegenwoordig.

Onder leiding van de Vlaamse kok Viki Geunes, eigenaar en chef-kok van restaurant 't Zilte te Mol en houder van drie sterren in de Michelin-gids, krijgen 10 jongeren de kans om na een intensieve opleiding van drie maanden een restaurant of een cateringservice te openen. Onder leiding van Viki Geunes moeten zij zich wel eerst bewijzen. In de eerste aflevering scheidde de chef-kok het kaf van het koren via een smaaktest. Daarna moest ieder een vrij gecompliceerd gerecht klaarmaken nadat de chef het voordeed. Uiteindelijk bleven er 10 kandidaten over die gedurende drie maanden afgezonderd in internaatsverband een stoomcursus als kok krijgen. 

Tijdens de opleiding maken zij kennis met "koken" in al haar facetten. Dit houdt ook in  het bijbrengen van de kennis van de basisproducten in een boerderij. Bij de vleesbereiding leren zij minder voor de hand liggende bewerkingen zoals het uitbenen.
De chef-kok heeft de intentie om de jongeren klaar te stomen voor het beroepsleven in de restaurantkeuken. De opgedane vorming in de keuken zoals zin voor discipline, respect voor meerderen en stressbestendigheid heb je volgens Viki Geunes ook nodig in het echte leven. Presentatrice Roos Van Acker is daarbij de steun en toeverlaat van de kandidaten en steekt de gegeven opdrachten in een leuk jasje.